# Sam Webster
Sam Webster (Auckland, 16 juli 1991) is een Nieuw-Zeelands voormalig baanwielrenner die gespecialiseerd was in de sprintonderdelen. 

## Carrière
Webster werd in 2009 Wereldkampioen bij de junioren in zowel de sprint, de keirin als de teamsprint. Bij de elite won hij samen met Eddie Dawkins en Ethan Mitchell de teamsprint tijdens de Wereldkampioenschappen baanwielrennen in 2014, 2016 en 2017. Webster nam deel aan de Gemenebestspelen van 2010, 2014,2018 en 2022 hij won tijdens deze spelen in totaal negen medailles waarvan vier gouden. Op de Olympische Zomerspelen van 2016 won Webster een zilveren medaille op de teamsprint.

## Palmares
| Jaar     | N-ZK                         | OK                                 | WK                                  | Overig                                                          |
| Junioren | Junioren                     | Junioren                           | Junioren                            | Junioren                                                        |
| -------- | ---------------------------- | ---------------------------------- | ----------------------------------- | --------------------------------------------------------------- |
| 2007     |                              | teamsprint · sprint                |                                     |                                                                 |
| 2008     |                              |                                    |                                     |                                                                 |
| 2009     |                              |                                    | sprint · keirin · teamsprint        |                                                                 |
| Elite    |                              |                                    |                                     |                                                                 |
| 2009     |                              | sprint · teamsprint                |                                     |                                                                 |
| 2010     |                              | teamsprint · 6e sprint · 8e keirin | 5e teamsprint 6e keirin 20e sprint  | Gemenebestspelen: · teamsprint · sprint                         |
| 2011     |                              | sprint · teamsprint                | 6e teamsprint 13e sprint            |                                                                 |
| 2012     | sprint · 4e keirin           | teamsprint · sprint                | teamsprint · 19e sprint             |                                                                 |
| 2013     | sprint · teamsprint · keirin | teamsprint · 5e sprint             | teamsprint · 4e sprint              | WB Aguascalientes: · teamsprint                                 |
| 2014     | sprint · keirin              | teamsprint · 5e sprint             | teamsprint · 13e sprint             | Gemenebestspelen: · sprint · teamsprint · keirin                |
| 2015     | sprint · keirin              | teamsprint · sprint                | teamsprint · 6e keirin · 6e sprint  |                                                                 |
| 2016     | sprint                       | sprint · teamsprint · keirin       | teamsprint · 7e sprint · 10e keirin | Olympische Spelen: · teamsprint · 7e keirin · 12e sprint        |
| 2017     | sprint · keirin · teamsprint | sprint · teamsprint · 4e keirin    | teamsprint · 7e sprint · 11e keirin | WB Los Angeles: · teamsprint · sprint · WB Milton: · teamsprint |
| 2018     |                              | teamsprint · 5e keirin · 8e sprint | 6e teamsprint 19e keirin 24e sprint | Gemenebestspelen: · sprint · teamsprint · 5e keirin             |
| 2019     | sprint · keirin              | sprint · keirin · teamsprint       | 8e teamsprint 14e sprint            | WB Cambridge: · teamsprint                                      |
| 2020     | sprint                       |                                    | 7e teamsprint 14e sprint 17e keirin |                                                                 |
| 2021     | sprint · keirin              |                                    |                                     | Olympische Spelen: 7e teamsprint 11e sprint 19e keirin          |
| 2022     |                              | 4e sprint 6e keirin                |                                     | Gemenebestspelen: · teamsprint · 7e keirin                      |